# Gornja Bioča (gmina Ilijaš)
Gornja Bioča (serb. Горња Биоча) – wieś w środkowo-wschodniej Bośni i Hercegowinie, w Federacji Bośni i Hercegowiny, w kantonie sarajewskim, w gminie Ilijaš.

## Położenie
Wieś położona jest w odległości około 4 km na południe od stolicy gminy- Ilijaš i około 20 km na północny zachód od Sarajewa. 4 km na północ od miejscowości przebiega autostrada A1, będąca częścią trasy europejskiej E73. Według regionalizacji fizycznogeograficznej Europy, zgodnej z uniwersalną klasyfikacją dziesiętną, przedstawioną w 1971 roku, wieś położona jest na obszarze megaregionu Półwysep Bałkański, prowincji Góry Dynarskie.

## Klimat
Miejscowość położona jest w strefie klimatu umiarkowanego przejściowego między klimatem kontynentalnym a śródziemnomorskim. Charakterystycznymi cechami tego klimatu są bardzo mroźne zimy i upalne lata. Dodatkowo zimą występują bardzo silne wiatry.

## Demografia
W 1991 roku wieś zamieszkiwało 466 osób, w tym 309 deklarujących przynależność do Muzułmanów z narodowości (Boszniaków), 153 Serbów i 3 Jugosłowian.